# 酉島
酉島（とりしま）は、大阪府大阪市此花区にある町名。現行行政地名は酉島一丁目から酉島六丁目。

## 地理
此花区の西部に位置し、東に伝法、西に常吉、南に島屋、南東に春日出北と接している。

### 河川
- 淀川

## 歴史
元は西成郡常吉新田の全域および本酉島新田・秀野新田・恩貴島新田のそれぞれ一部。
寛文年間、大坂三郷の多羅尾七郎右衛門により付近一帯で新田開発が開始された。しかし、新田開発によって川幅が狭められると上流の村々に水害を及ぼす恐れがあるとして、幕府は1683年（天和3年）に開発を一旦中止させ田地を収公した。これは、翌1684年（貞享元年）からスタートする河村瑞賢による淀川治水事業に伴う措置であり、同年に田地は地主に返却され、治水事業と並行して新田開発が再開された。そして、1702年（元禄15年）に検地を受けて酉島新田が成立した。
酉島新田は3か所に点在していたため酉島三新田とも呼ばれたが、天保年間に正式に三分され、本酉島新田・北酉島新田・南酉島新田となった。このうち本酉島新田が現在の此花区酉島地区に当たる（北酉島新田・南酉島新田は現在の西淀川区域に当たる）。
「酉島」の地名は大坂の酉の方角（西）に位置することから来ているとされるが、新田開発が1669年（寛文9年）の己酉年に開始されたからと推定する説もある。

### 沿革
- 1889年（明治22年）4月1日 町村制施行により、西成郡川北村大字常吉新田・本酉島新田・秀野新田・恩貴島新田となる。
  - 同時に北酉島新田も同じく川北村、南酉島新田は福村の大字となる。
- 1897年（明治30年）4月1日 川北村のうち伝法川以南の12大字が大阪市へ編入され、西区川北大字常吉・本酉島・秀野・恩貴島となる。
  - ただし、秀野新田の一部は西成郡伝法村（のち伝法町）へ編入され、同村大字秀野となる。
- 1900年（明治33年） 西区常吉町・酉島町・秀野町・恩貴島北之町（正蓮寺川以南は恩貴島南之町）に改称。
- 1913年（大正2年） 常吉町地先の埋立地に島船町が起立。
- 1925年（大正14年）4月1日 新設の此花区へ転属。
  - 同時に川北村の残余および福村・伝法町も大阪市へ編入され、西淀川区北酉島町・南島町・秀島町となる。
- 1960年（昭和35年） 島船町・常吉町・酉島町・秀野町・恩貴島北之町を酉島町1 - 9丁目に改編。
- 1968年（昭和43年） 酉島町9丁目地先の埋立地に改めて常吉町が起立。
- 1975年（昭和50年） 酉島1 - 6丁目の現行行政地名に改編。

## 世帯数と人口
2019年（平成31年）3月31日現在の世帯数と人口は以下の通りである。
| 丁目       | 世帯数    | 人口     |
| ---------- | --------- | -------- |
| 酉島一丁目 | 1,597世帯 | 2,862人  |
| 酉島二丁目 | 216世帯   | 414人    |
| 酉島三丁目 | 1,539世帯 | 3,502人  |
| 酉島四丁目 | 1,135世帯 | 2,327人  |
| 酉島五丁目 | 279世帯   | 732人    |
| 酉島六丁目 | 637世帯   | 1,374人  |
| 計         | 5,403世帯 | 11,211人 |

### 人口の変遷
国勢調査による人口の推移。
| 1995年（平成7年）  | 11,101人 | [ 8 ]  |  |
| 2000年（平成12年） | 11,369人 | [ 9 ]  |  |
| 2005年（平成17年） | 11,897人 | [ 10 ] |  |
| 2010年（平成22年） | 11,942人 | [ 11 ] |  |
| 2015年（平成27年） | 11,412人 | [ 12 ] |  |

### 世帯数の変遷
国勢調査による世帯数の推移。
| 1995年（平成7年）  | 4,052世帯 | [ 8 ]  |  |
| 2000年（平成12年） | 4,338世帯 | [ 9 ]  |  |
| 2005年（平成17年） | 4,708世帯 | [ 10 ] |  |
| 2010年（平成22年） | 5,011世帯 | [ 11 ] |  |
| 2015年（平成27年） | 5,004世帯 | [ 12 ] |  |

## 事業所
2016年（平成28年）現在の経済センサス調査による事業所数と従業員数は以下の通りである。
| 丁目       | 事業所数  | 従業員数 |
| ---------- | --------- | -------- |
| 酉島一丁目 | 25事業所  | 136人    |
| 酉島二丁目 | 11事業所  | 92人     |
| 酉島三丁目 | 55事業所  | 378人    |
| 酉島四丁目 | 7事業所   | 70人     |
| 酉島五丁目 | 41事業所  | 1,145人  |
| 酉島六丁目 | 22事業所  | 217人    |
| 計         | 161事業所 | 2,038人  |

## 交通
- 此花通

## 施設
- 大阪市立酉島小学校（二丁目）
- 大阪ガス エネルギー技術研究所（六丁目）
- 此花酉島郵便局（三丁目）
- 上田造船所ウエダマリーナ（二丁目）
- 大阪シティバス酉島営業所（四丁目）
- 此花下水処理場（五丁目）
- 関西電力酉島変電所（六丁目）
- ガスアンドパワー酉島エネルギーセンター（五丁目）
- 酉島公園（六丁目）
- 酉島東公園（一丁目）
- 酉島南公園（三丁目）
- 酉島中公園（三丁目）
- 専修寺

## その他

### 日本郵便
- 〒554-0051[3]（集配局：此花郵便局[14]）